# Гросбодунген
Гросбодунген (нем. Großbodungen) — община в Германии, в земле Тюрингия. 
Входит в состав района Айхсфельд. Подчиняется управлению Айксфельд-Зюдхарц.  Население составляет 1464 человека (на 31 декабря 2006 года). Занимает площадь 15,54 км².